# 錦織伊代
錦織 伊代（にしこおり いよ）は、日本の劇作家、脚本家、演出家。千葉県出身。
2001年に劇団扉座研究所に入所。2002年には準座員に昇格している。同劇団主宰・劇作家の横内謙介の影響を受け、劇作家に転向。2004年、自ら主宰する劇団 Pretty Pink Princessを旗揚げし、全ての作品の脚本・演出を務める。2006年、劇作家のみで構成された劇団、劇団劇作家に参加。
2010年より映像制作会社に所属し、映像制作に携わるようになる。初監督作品「fragrance」が Short Shorts Film Festival ＆Asia 2011、ソウル国際短編映像祭、高雄映画祭にて上映される。2014年より、アイデアフラッド合同会社に所属。

## 脚本・演出

### 舞台
- 劇団Pretty Pink Princess（脚本・演出）
  - 「時はおもちゃ箱に詰めこんで」（2004年）
  - 「桃の樹の下で」 （2004年）
  - 「桃まつり-Perfect Princess Party-」（2005年）
  - 「SUMMER PRINCESS ‒Princess in Wonderland-」
  - 「Antique ‒時をとめた少女たち -」（2006年）
  - 「夢七夜 ‒Love Stars Day-」（2007年）
  - 「薔薇時間 ‒箱に咲く僕の魔法 -」（2007年）
  - 「魔法少女」（2008年）
  - 「時はおもちゃ箱に詰めこんで」（2008年）
- 劇団劇作家
  - 劇読み！Vol.1「ドールハウス」（2007年）
  - 劇読み！Vol.3「時はおもちゃ箱に詰めこんで」（2011年）
- 脚本作品
  - 「水無月」彩女（2005年）
  - 「大和浪漫～和子の四季・桜の樹の下で～」演劇やまと塾（2006年）
  - バラエティBOX「Pink Princess」劇団ダルメシアン（2007年）
  - ミュージカル「ミラクロ～Miracle Clover’s Kitchen」まめひも（2008年）
  - 「ドールハウス」だるま企画（2010年）
  - 気仙沼復興支援ミュージカル「夢見竹のかくれんぼ」（2012年）
  - 映像×朗読劇「桜雪～ある雪女の物語」脚本・演出（2014年）
  - 「ジュネス学園演劇部」全3作　脚本・演出（2015年）
  - 朗読劇「薔薇の香水師～AnotherChristmas～」脚本・演出（2015年）
  - 舞台「不機嫌なモノノケ庵」脚本（2016年9月）[4]
  - 舞台「夢王国と眠れる100人の王子様 〜Prince Theater〜」脚本協力・演出助手（2017年7月）
  - 「Starry☆Sky on STAGE」脚本（2019年７月）
  - 「Starry☆Sky on STAGE」 SEASON2 ～星雪譚～脚本（2020年）
  - 奈良県観光キャンペーン芸術公演 朗読劇「古事記」脚本協力（2020年11月）
  - 「乙女ゲームの破滅フラグしかない悪役令嬢に転生してしまった…」THE STAGE（2022年）

### 野外劇
- 「湊村反射炉物語―幕末を駆け抜けたある大工の愛の記録―」脚本[5]（2018年[6]）

### ドラマ
- 予告編ビギンズ「厄束」脚本（2013年）
- 予告編ビヨンド「厄束」脚本（2013年）[7]
- 「Love or Not 2」(2018年)
- 「高嶺と花」(2019年)
- 「いとしのニーナ」（2020年）
- 「彼女のウラ世界」TOSHIRO SIDE（2021年）
- 「北欧こじらせ日記」（2022年）

### 映画
- 「癒しのこころみ～自分を好きになる方法～」脚本（2020年、イオンエンターテイメント）

### ショートムービー
- 「Fragrance」脚本・監督（2011年）

### WEB配信
- 「ドロイズ名作劇場 ~ヘンゼルとグレーテル~」脚本・監督（2009年）
- 「air:man の千夜一夜物語」脚本・歌詞（2009年）
- 「おやすみまえのトコリのお話」脚本（2009年）
- 「27.Allen」脚本・監督（2010年）
- 「DSA-Drawiz Secret Agency-」脚本（2010年）
- 「はじめてのせかいちずえほん」脚本・ナレーション（2010年）

### ラジオドラマ
- 犯罪心理学者春藤芽衣子の不思議事件ファイル　主演：久我陽子
- 犯罪心理学者花見小路珠緒の不思議事件ファイル　主演：田丸麻紀

### ドラマCD
- 「相棒は英国男子」シナリオ　主演：鳥海浩輔・石川界人
- 「ヴェノマニア公の狂気～君ト見ル迷夢～」（cv.置鮎龍太郎）シナリオ
- 「春告と雪息子」第四章 テンカ（cv.花江夏樹）シナリオ
- 「永遠花火～一途な想い、導く光～」-ACTORS ANOTHER SIDE- （cv.佐藤拓也）シナリオ
- 「ELECT～Dance Connect～」-ACTORS ANOTHER SIDE- （cv.柿原徹也）シナリオ
- 「About me～I say love…you?～」-ACTORS ANOTHER SIDE- （cv.浅沼晋太郎）シナリオ
- VAZZROCK COLORシリーズ [-BLUE-]「Once in a blue moon」※共同脚本
- VAZZROCK COLORシリーズ [-RED-]「Paint the town red」※共同脚本
- VAZZROCK COLORシリーズ [-YELLOW-]「Yellow belly」※共同脚本
- VAZZROCK COLORシリーズ [-GREEN-]「Get the green light」※共同脚本
- SQ「Neo X Lied」vol.1 志季＆壱星　※共同脚本
- SQ「Neo X Lied」vol.2 翼＆壱流　※共同脚本
- SQ「Neo X Lied」vol.3 里津花＆英知　※共同脚本
- SQ「Neo X Lied」vol.4 大＆柊羽　※共同脚本
- ツキウタ。キャラクターCD・3rdシーズン7　照瀬結乃「メルヘンチック」※共同脚本
- ツキウタ。キャラクターCD・3rdシーズン8　姫川瑞希「Dramatical Hunter」※共同脚本
- ツキウタ。キャラクターCD・3rdシーズン9　元宮祭莉「You-I Duality」※共同脚本
- ツキウタ。キャラクターCD・3rdシーズン10　朝霧あかね「小さな願い」※共同脚本
- ツキウタ。キャラクターCD・3rdシーズン11　伊地崎麗奈「サウィンの奇跡(I miss you.)」※共同脚本
- ツキウタ。キャラクターCD・3rdシーズン12　天童院 椿「月凍詩篇-或る羊飼いのウタ-」※共同脚本
- ALIVE「Neo X Lied」vol.1 空＆昂輝　※共同脚本
- ALIVE「Neo X Lied」vol.2 守人&剣介　※共同脚本
- ALIVE「Neo X Lied」vol.3 宗司&涼太　※共同脚本
- ALIVE「Neo X Lied」vol.4 廉・望&衛　※共同脚本

### オーディオブック
- 活恋高校☆探偵部「狙われた部室」シナリオ
- 活恋高校☆探偵部「探偵部危機!? 生徒会長の野望」
- 活恋高校☆探偵部「部長消失 二人の迷探偵!?」

### ゲームシナリオ
- 「相棒は英国男子」企画・ルディ本編・イベントシナリオ
- 「サシノミ!!」シナリオ監修

### 漫画
- 「晴れた日に少女はギターを」構成

## 出演作品
- 舞台[8]
  - 「臭いものには蓋をしろ」演劇集団空（1999年）
  - 「アゲイン」扉座（2000年）
  - 「LOVE LOVE LOVE Ⅴ」扉座（2001年）
  - 「そらにさからふもの」扉座（2001年）
  - 「LOVE LOVE LOVE 6」扉座（2002年）
  - 「時はおもちゃ箱に詰めこんで」Pretty Pink Princess（2004年）
  - 「桃まつり-Perfect Princess Party-」（2005年）
  - 「水無月」彩女（2005年）
  - 「バラエティBOX」劇団ダルメシアン（2007年）
  - 「焔の黄土、のたうつ龍」青果鹿（2007年）
  - 「Zero Plus 0+ -故郷を失った人々の思いの断片-」白狐舎（2012）